# 弱小龙胆
弱小龙胆（学名：Gentiana exiqua）为龙胆科龙胆属的植物，为中国的特有植物。分布于中国大陆的云南、四川等地，生长于海拔1,570米至3,150米的地区，一般生于沼泽草地、山坡草地及山间沟谷路旁，目前尚未由人工引种栽培。